# Kamień (powiat wejherowski)
Kamień (dodatkowa nazwa w j. kaszub. Kamiéń) – wieś kaszubska w Polsce, położona w województwie pomorskim, w powiecie wejherowskim, w gminie Szemud na Pojezierzu Kaszubskim. 
| SIMC    | Nazwa        | Rodzaj    |
| ------- | ------------ | --------- |
| 1015392 | Dębnik       | część wsi |
| 0175260 | Łękno        | część wsi |
| 1015676 | Nowa Karczma | część wsi |
| 0175277 | Okuniewo     | część wsi |

Kamień leży nad jeziorem o tej samej nazwie i przemienia się coraz szybciej w miejscowość letniskowo-wypoczynkową dla mieszkańców pobliskiego Trójmiasta. W odległości 3 kilometrów na południe od wsi znajduje się Jezioro Wycztok.
W latach 1975–1998 miejscowość administracyjnie należała do województwa gdańskiego.
Inne miejscowości o nazwie Kamień: Kamień